# Kordashts badhus

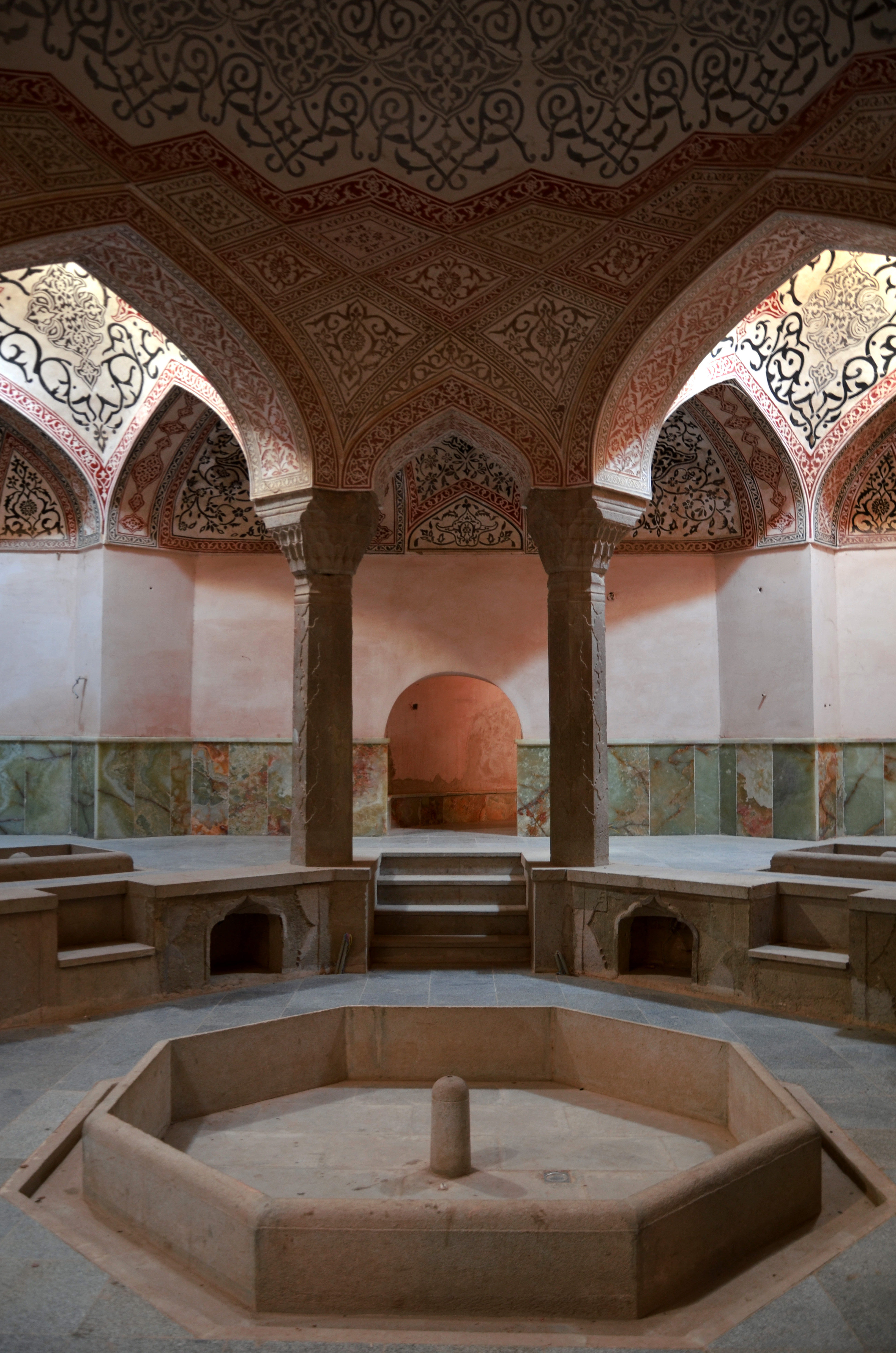
Kordashts badhus

Kordashts badhus (persiska: حمام کردشت) ligger i närheten av Kordashts by. Det mer än 200 år gamla badhusets dekorationer och väggmålningar är intressanta och anmärkningsvärda. Detta badhus ligger under jord och anses vara ett av de viktigaste byggnadsverken längs floden Aras i provinsen Östazarbaijan, Iran.